# Chiesa di Santa Giustina (Fontanigorda)
La chiesa di Santa Giustina di Padova è un luogo di culto cattolico situato nella frazione di Canale, in piazza della Chiesa, nel comune di Fontanigorda nella città metropolitana di Genova. La chiesa è sede della parrocchia omonima del vicariato di Bobbio, Alta Val Trebbia, Aveto e Oltre Penice della diocesi di Piacenza-Bobbio.
Dalla parrocchia dipende l'oratorio di San Rocco di Canale e l'oratorio di Borzine.

## Storia e descrizione

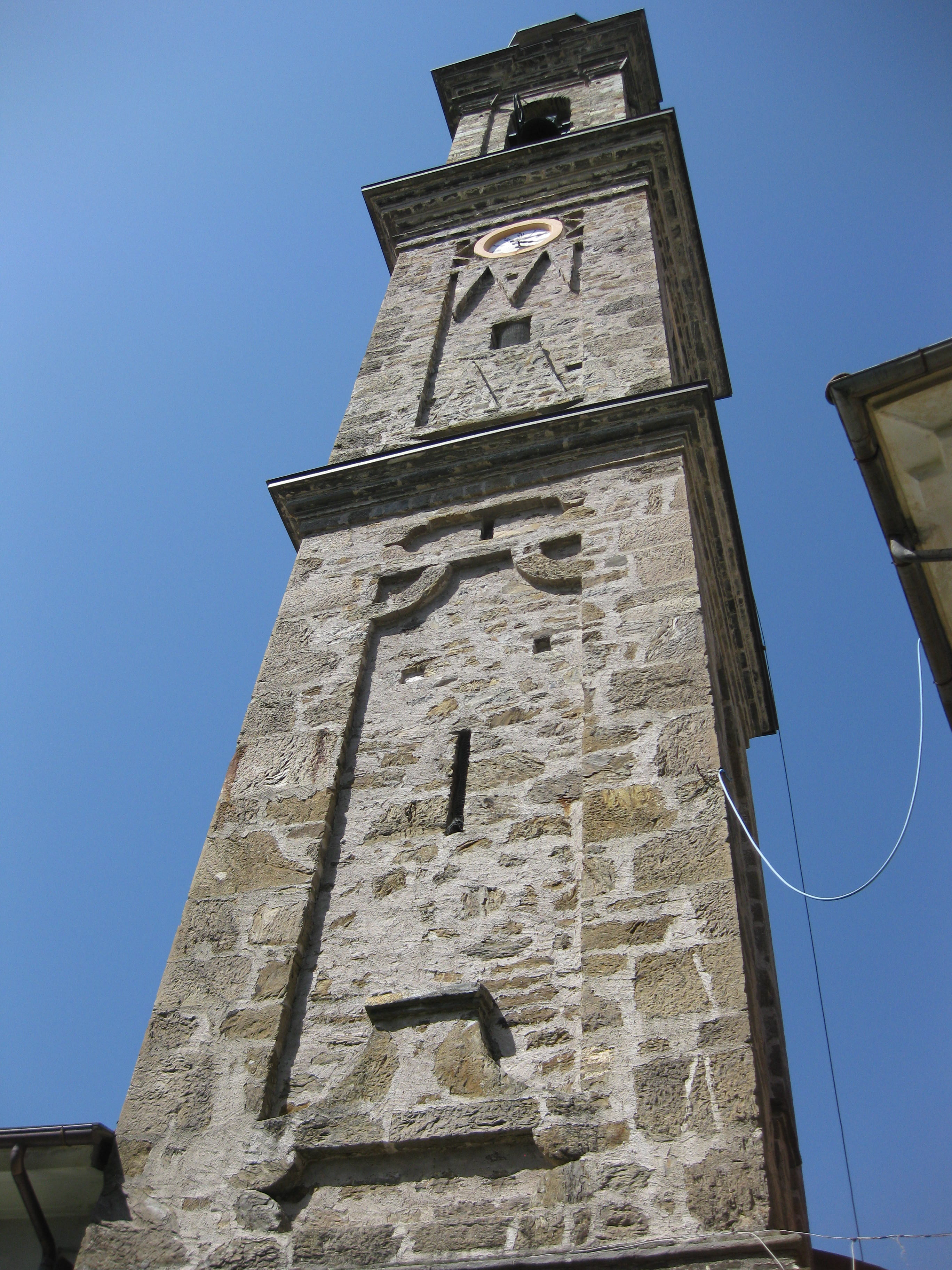
Il campanile

L'edificio ha origini antiche e l'attuale struttura è risalente ad un ampliamento effettuato nel corso del XVII secolo.
La facciata a salienti è suddivisa da 6 lesene grigie. Al centro vi è un unico portale sopra il quale è posto un rosone a 4 petali. A destra del portale si trovano varie lapidi commemorative dei defunti di Canale caduti nella Grande Guerra e nella seconda guerra mondiale.
L'interno a tre navate conserva l'altare maggiore in marmo del 1735-1737 e il coro ligneo del 1677. La statua lignea della Beata Vergine delle Grazie in realtà rappresenterebbe la Madonna della Neve e per un errore fu consegnata alla Parrocchia di Canale al posto di quella giusta, raffigurante appunto la Madonna delle Grazie.
La parrocchia omonima, istituita nel 1641 dopo lo smembramento dalla parrocchia di San Pietro di Casanova di Rovegno, fa parte della diocesi di Piacenza-Bobbio. Sono comprese nella parrocchia anche le località di Reisioni, Casone di Canale, Due Ponti, Volpaie e Borzine.
Il campanile attuale è stato eretto tra il 1858 e il 1872. È alto 33 metri e presenta un concerto di 5 campane. Su una delle quattro pareti è presente un'incisione che riporta la data 1860.

## Feste e tradizioni della parrocchia

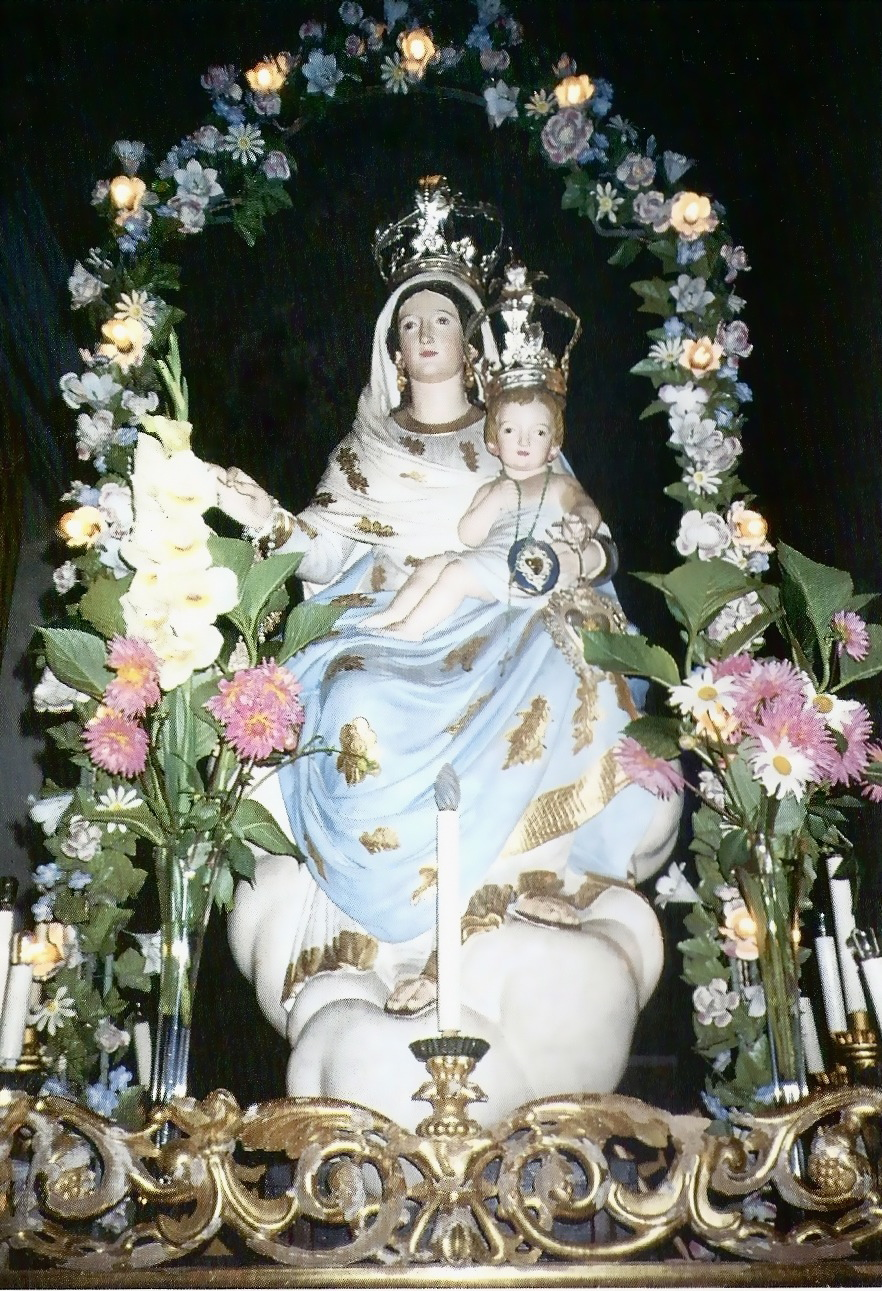
La statua della Madonna delle Grazie

La prima domenica del mese di agosto si svolge la festa della Madonna delle Grazie, la principale ricorrenza per il paese. Le celebrazioni si svolgono alla mattina con Santa Messa solenne, processione con statua della Vergine (che pesa circa 200 kg), benedizione e bacio della reliquia.
Il 16 agosto si tiene presso l'oratorio di San Rocco la festa in onore del santo con S. Messa per le anime, processione, benedizione e bacio della reliquia. Sempre lo stesso giorno, all'ora di pranzo si tiene la tradizionale "polenta nel bosco" di San Rocco.
Il 29 agosto è la festa di Nostra Signora della Guardia, le celebrazioni iniziano alle 20:30 con la recita del Santo Rosario, seguito dalla Santa Messa e processione aux flambeux con statua della Madonna, benedizione e bacio della reliquia.
La festa patronale si tiene il 7 ottobre, in onore di santa Giustina, con Santa Messa, processione, benedizione solenne e bacio della reliquia.